# アカデミー・カルメン

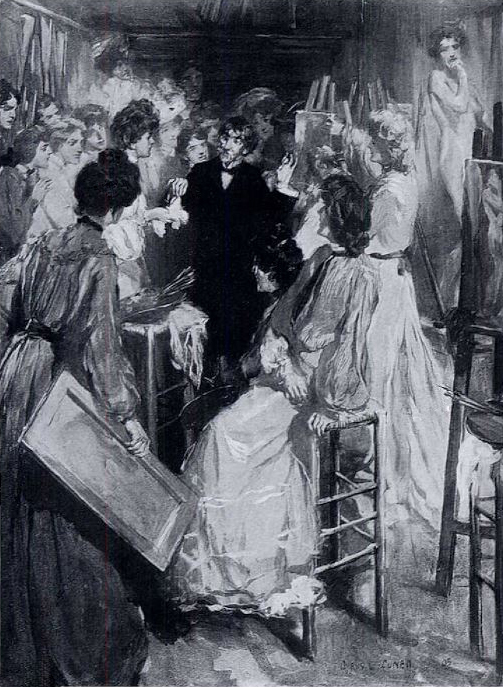
サイラス・クメオが描いた、アカデミーの女性クラスの様子:女性の画家に崇拝されているホイッスラー

アカデミー・カルメン（Académie Carmen）、別名「ホイッスラーの美術学校」はアメリカ合衆国の画家、ジェームズ・マクニール・ホイッスラーが教師となって、1898年にパリに作られた美術学校で、1901年まで運営されて閉校された。
1898年10月に、ノートルダム・デ・シャン通りに近い、パッセージ・スタニスラスの建物で学校は開かれ、経営はホイッスラーのモデルだったカルメン・ロッシとその音楽家の夫が行った。校名はカルメン・ロッシの名からきている。学生の定員は40人で、学生は女性が大半で、半分以上はアメリカ人であり、何人かのイングランド、アイルランド、スコットランドからの学生もいた。最初の年はホイッスラーとアメリカ人彫刻家のフレデリック・ウィリアム・マクマニーズ(Frederick William MacMonnies)が指導を行い、ホイッスラーは無給の「客員教授」として、週に1度、学生の作品を批評・指導した。
最初は全員が同じクラスであったが、ホイッスラーの意向で男女、別のクラスに分けられた。経験のある学生が助手に任命された。女性クラスはアイルランド出身のベイト（Inez Eleanor Bate）が助手を務め、男性のクラスはクローフォード(Earl Stetson Crawford)からアルフォンス・ミュシャ、クネオ(Cyrus Cuneo)、クリフォード・アダムスへと助手は変わった。彫刻を学ぶ学生が少ないことからフレデリク・マクマニーズは一年で教授を辞めた。
ホイッスラーの指導は多くの学生に不満を抱かせるもので、何人かの学生の作品は無視され、満足な批評が与えられないことがしばしばあったと後に学生であったクネオは雑誌に書いた 。ホイッスラーの名声にもかかわらず多くの中退者がでることになった。
学生がより少なくなったことはホイッスラーの意欲を失わせ、3年目には男性学生のクラスは廃止された。さらにホイッスラーの健康の悪化で、学校に出なくなったことから美術学校は1901年に解散した。ホイッスラーはその2年後に没した。

## 主な学生 （一部）
- アリス・パイク・バーネイ (1857-1931)
- アルフォンス・ミュシャ (1860-1939)
- エミ・ヴァルター (1860-1936)
- アンナ・オストロウモワ＝レベデワ (en)(1871-1955)
- メアリー・フット (en)(1872-1968)
- メイ・ウィルソン・プレストン(1873-1949)
- フレデリック・カール・フリージキー (1874-1939)
- クリフォード・アダムス (1876-1942)
- グウェン・ジョン (1876-1939)
- ヒュー・ラムゼー (1877-1906)